# シリルエーテル
シリルエーテル (silyl ether) は R3SiOR' の一般式を持つ化合物の総称である。主に、アルコールのヒドロキシ基をトリアルキルシリル基で保護した形の生成物として現れる。酸性条件またはフッ化物イオンによって脱保護されアルコールへと戻るが、ケイ素原子上の置換基のかさ高さによってその反応性は変化する。

## 種類
一般的に用いられるシリル基の種類は以下の通り。
- トリメチルシリル (TMS) 基 - Me3Si−
- トリエチルシリル (TES) 基 - Et3Si−
- tert-ブチルジメチルシリル（TBSまたはTBDMS）基 - t-BuMe2Si−
- トリイソプロピルシリル (TIPS) 基 - i-Pr3Si−
- tert-ブチルジフェニルシリル (TBDPS) 基 - t-BuPh2Si−

シリル基: 

## シリル化・脱シリル化
シリル化
アルコールに対し、イミダゾールなどの塩基存在下、各種シリルクロライドを作用させることでシリル化できる。溶媒としてはDMF、THFなどが一般に用いられる。2級、3級アルコールなど、反応性が低い場合には、2,6-ルチジンやN,N-ジイソプロピルエチルアミンの存在下各種シリルトリフラートを作用させて合成する。
脱保護
1. 酸性条件 - 塩酸、酢酸、パラトルエンスルホン酸など各種の酸によって脱保護が行われる。シリル基の種類により、どの程度の酸を用いるか選択する。
2. フッ化物イオン - ケイ素とフッ素は親和性が非常に強いため、フッ化物イオンを作用させることでシリルエーテルを切断することができる。一般にはフッ化テトラブチルアンモニウム (TBAF)、フッ化水素酸 (HF)、フッ化セシウム (CsF)などが用いられる。TBAF は塩基性が強いので、塩基に弱い化合物に対しては酢酸を添加するとよい。フッ化水素酸は取り扱いが危険なので、トリエチルアミンやピリジンとの塩としたものも多用される。

## 安定性の順序
酸に対する安定性
酸性溶液中での加水分解速度から算出した相対的安定性は以下の通り。
TMS (1) < TES (64) < TBS (20 000) < TIPS (700 000) < TBDPS (5 000 000)
またアルコールの反応性は保護・脱保護反応とも一級＞二級＞＞三級である。ただし複雑な基質では立体障害・水素結合などの要因によって必ずしもこの順序にならないこともある。これらを利用してシリル基の掛け分け・外し分けが可能である。2種類以上のシリルエーテルを区別して脱保護したい時には、フッ化物イオンを用いるよりも酸性条件の方が有効なケースが多い。